# Hermann Ritter (Politiker)
Friedrich Hermann Adolf Ritter (* 8. Dezember 1840 in Lobenstein; † 17. Juni 1913 ebenda) war ein deutscher Kaufmann und Politiker.

## Leben
Ritter war der Sohn des Buchbinders und Stadtrats Louis Friedrich Heinrich Ritter in Lobenstein und dessen Ehefrau Alwine geborene Ritter. Ritter, der evangelisch-lutherischer Konfession war, heiratete am 13. September 1864 in erster Ehe in Gera Agnes Minna Pommer (* 9. Juli 1839 in Gera; † 15. April 1884 in Lobenstein), die Tochter des Zeugmachermeisters und Fabrikanten Ernst Carl Pommer in Gera. Nach dem Tod der ersten Ehefrau heiratete er am 23. April 1885 in Lobenstein in zweiter Ehe Olga Ida Auguste Schmidt (* 16. Februar 1846 in Lobenstein; † 3. Januar 1927 ebenda), die Tochter des Kaufmanns Johann Christoph Georg Schmidt in Lobenstein.  
Ritter war Kaufmann und Bürger in Lobenstein.
Vom 25. November 1875 (in einer Nachwahl für Ferdinand Horn) bis zum 27. September 1877 war er Mitglied im Landtag Reuß jüngerer Linie.